# Denis Godefroy
 (août 2022).
Si vous disposez d'ouvrages ou d'articles de référence ou si vous connaissez des sites web de qualité traitant du thème abordé ici, merci de compléter l'article en donnant les références utiles à sa vérifiabilité et en les liant à la section « Notes et références ».
Pour les articles homonymes, voir Godefroy et Denys Godefroy.
Denis Godefroy (1615-1681), est historien, archiviste et conseiller du roi de France.

## Biographie
Denis Godefroy, fils aîné de Théodore Godefroy, succède à son père comme historiographe de la France.
Spécialiste de la guerre de Cent Ans et historiographe du règne de Charles VII de France, de Charles VIII de France et de Jeanne d'Arc. Ouvrages ré-édités de ces chroniques qui furent publiées par lui.
Il devint conseiller du roi Louis XIV.
Colbert lui confia le soin et l'étude des dossiers concernant les Pays-Bas conservé aux archives de Lille, où il vécut une grande partie de sa vie. Il devient le responsable du dépôt de la Chambre des comptes de Lille, par lettre patente royale du 2 décembre 1668.  
Par commission du 11 décembre 1668, il fut nommé garde des archives de la chambre des comptes. Un tel choix permit la bonne conservation et la prospérité de l'un des dépôts diplomatiques les plus importants de l'Europe. 
Denis Godefroy dressa l’inventaire des titres et documents historiques. Il déposa les documents aux archives de la bibliothèque du roi. Il les tria en plusieurs catégories : 
1. Titres relatifs à la souveraineté de la France sur la Flandre et l’Artois ;
2. Titres des rois de France, leurs mères, enfants, frères, oncles et neveux ;
3. Les Bulles pontificales ;
4. Titres des empereurs chrétiens de Constantinople et d’Allemagne, rois de Hongrie, Bohême, Suède, Sicile, Castille, Navarre, Aragon, Portugal et ducs de Venise ;
5. Titres des rois d’Angleterre, Écosse, Danemark, maison d’Autriche ;
6. Titres évêques et du chapitre de Liège.

Denis Godefroy meurt à Lille en 1681.

## Mariage et descendance
Denis Godefroy épouse Geneviève des Jardins.
Plusieurs de ses descendants vont continuer son œuvre de conservateur et historiographe des archives de la chambre des comptes de Lille.
- Jean Godefroy (1656-1732), fils de Denis, nait en 1656. Il est créé garde des archives de la chambre des comptes de Lille, après son père, par lettres du 15 juillet 1681, puis procureur du roi au bureau des finances de la généralité de Lille par lettres du 6 février 1693, installé le 12 février. Il épouse en 1694 Catherine Ursule le Gay du Châtel, fille d'Eustache, procureur général du roi en la gouvernance de Lille, et de marguerite Deschamps. Jean Godefroy meurt le 23 février 1732 Il édite en 1706 les mémoires de Philippe de Commynes, en trois volumes, rééditées en 1713 avec remarques et supplément en 1713; les mémoires de Marguerite de Valois, de Castelnau de l'Estoile[3].
- Jean-Baptiste-Achille Godefroy (1697-1759), fils de Jean, petit-fils de Denis, seigneur de Maillart, nait à Lille le 15 mai 1697. Il est nommé conseiller du roi, garde des archives de la chambre des comptes de Lille, en survivance de son père, le 14 octobre 1726, commissaire pour le règlement des limites (des frontières) après la paix d'Aix-la-Chapelle en 1748. Il meurt à Lille le 13 décembre 1750. Il a épousé Zonche de Lalande, fille d'Alexandre, lieutenant du roi à Arras, et de Thérèse Deschamps[3].
- Denis-Joseph Godefroy (1740-1816), fils de Jean-baptiste-Achille, arrière-petit-fils de Denis, seigneur de Maillart, nait à Lille en 1740. Il est sonseiller du roi, garde des archives de la chambre des comptes de Lille après on père, nommé en 1760, commissaire pour le règlement de limites. Il épouse en 1788 Marie-Julie-Eugénie de Lencquesaing, morte à Lille en 1853.  Il meurt à Lille le 14 mai 1819. Ila effectué d'importants travaux historiques, dont des inventaires de chartes longtemps citées en exemple. Le couple a émigré pendant la Révolution française : une fille nait à Lille en 1790, un fils nait à Francfort-sur-le-Main en 1795[3].

Relève encore de cette descendance Denis-Charles Godefroy de Ménilglaise, fils de Denis-Joseph, administrateur (trois fois sous-préfet), chevalier de la Légion d'honneur, et historien.

## Armes
« D'argent à trois hures de sanglier de sable, arrachées et languées de gueules».